# Cadetia
Cadetia is een geslacht van ongeveer zestig soorten orchideeën uit de onderfamilie Epidendroideae.
Het zijn kleine, voornamelijk epifytische orchideeën uit Nieuw-Guinea, die nauw verwant zijn aan Dendrobium.

## Naamgeving en etymologie
- Synoniem: Callista Lour. (1790)

De botanische naam Cadetia is een eerbetoon aan de Franse scheikundige Charles Louis Cadet de Gassicourt (1769-1821).

## Kenmerken
Cadetia-soorten zijn kleine epifytische, zelden pseudoterrestrische planten die in kleine groepjes bij elkaar groeien, met slanke pseudobulben met op de top één enkel, stijf lederachtig ovaal tot langwerpig blad met gespleten top. Aan de top van de pseudobulb ontspringen één of zelden twee kleine bloemen.
De bloemen hebben meestal brede, witte kelk- en kroonbladen, met een drielobbige, roze of paars getekende en behaarde bloemlip. Het gynostemium is kort maar heeft een lange voet, die gefuseerd is met de zijdelingse kelkbladen tot een spoorvormig mentum.

## Habitat en verspreiding
Cadetia-soorten groeien voornamelijk op bomen in schaduwrijke, montane regenwouden, alhoewel ze in hooglanden ook wel als pseudoterrestrische planten tussen veenmos groeien. Buiten enkele soorten in Indonesië en Australië, zijn alle Cadetia-soorten afkomstig van Nieuw-Guinea.

## Taxonomie
Cadetia-soorten zijn in het verleden afgesplitst van het geslacht Dendrobium, en recent in de aparte subtribus Grastidiinae geplaatst.
Het geslacht telt ongeveer zestig soorten. De typesoort is Cadetia umbellata.

### Soortenlijst
- Cadetia albiflora (Ridl.) Schltr. (1912)
- Cadetia angustifolia Blume (1849)
- Cadetia apiculifera (J.J.Sm.) Schltr. (1922)
- Cadetia aprina (J.J.Sm.) Schltr. (1912)
- Cadetia aprinoides (J.J.Sm.) A.D.Hawkes (1961)
- Cadetia arfakensis (J.J.Sm.) Schltr. (1922)
- Cadetia bicornuta Schltr. (1919)
- Cadetia biloba Blume (1849)
- Cadetia ceratostyloides (J.J.Sm.) Schltr. (1912)
- Cadetia chamaephytum (Schltr.) Schltr. (1912)
- Cadetia chionantha (Schltr.) Schltr. (1912)
- Cadetia citrina (Ridl.) Schuit. (1994)
- Cadetia clausa D.L.Jones & M.A.Clem. (2006)
- Cadetia collina Schltr. (1912)
- Cadetia collinsii Lavarack (1981)
- Cadetia crassula Schltr. (1912)
- Cadetia cuneilabia Schltr. (1922)
- Cadetia cyclopensis (J.J.Sm.) Schltr. (1922)
- Cadetia doormanii (J.J.Sm.) Schuit. (1994)
- Cadetia echinocarpa Schltr. (1912)
- Cadetia finisterrae Schltr. (1912)
- Cadetia funiformis (Blume) Schltr. (1912)
- Cadetia goliathensis (J.J.Sm.) Schltr. (1912)
- Cadetia heteroidea (Blume) Schltr. (1912)
- Cadetia hispida (A.Rich.) Schltr. (1912)
- Cadetia homochroma (J.J.Sm.) Schltr. (1922)
- Cadetia imitans Schltr. (1912)
- Cadetia karoensis (Schltr.) Schltr. (1912)
- Cadetia lagorum (P.Royen) Schuit. (1994)
- Cadetia latoureoides Schltr. (1922)
- Cadetia ledifolia (J.J.Sm.) W.Kittr. (1984 publ. 1985)
- Cadetia legareiensis (J.J.Sm.) Schltr. (1922)
- Cadetia lucida Schltr. (1912)
- Cadetia macroloba (J.J.Sm.) Schltr. (1912)
- Cadetia maideniana (Schltr.) Schltr. (1912)
- Cadetia maliliensis (J.J.Sm.) Schuit. (1998)
- Cadetia micronephelium (J.J.Sm.) Schltr. (1922)
- Cadetia microphyton (L.O.Williams) Christenson (1992)
- Cadetia opacifolia (J.J.Sm.) Schltr. (1922)
- Cadetia ordinata (J.J.Sm.) Schltr. (1922)
- Cadetia parvula Schltr. (1912)
- Cadetia platyloba Schltr. (1922)
- Cadetia potamophila Schltr. (1912)
- Cadetia pseudoaprina (J.J.Sm.) Schuit. (1994)
- Cadetia quadrangularis P.J.Cribb & B.A.Lewis (1989)
- Cadetia quadriquetra Schltr. (1922)
- Cadetia quinqueloba Schltr. (1912)
- Cadetia recurvata Blume (1849)
- Cadetia remotisepala (J.J.Sm.) Schuit. (1994)
- Cadetia sayeri (Schltr.) Schltr. (1912)
- Cadetia sepikana Schltr. (1922)
- Cadetia siewhongii P.O'Byrne (1996)
- Cadetia similis Blume (1849)
- Cadetia stenocentrum (Schltr.) Schltr. (1912)
- Cadetia subfalcata (J.J.Sm.) Schltr. (1922)
- Cadetia subradiata (J.J.Sm.) Schltr. (1922)
- Cadetia takadui Schltr. (1912)
- Cadetia taylorii (F.Muell.) Schltr. (1912)
- Cadetia transversiloba (J.J.Sm.) Schltr. (1912)
- Cadetia triquetra (Ridl.) Schltr. (1912)
- Cadetia umbellata Gaudich. (1829)